# 劳伦斯·麦考密克
劳伦斯·麦考密克（英語：Lawrence McCormick，1888年7月12日—1961年12月30日），美国男子冰球运动员，场上位置是前锋。他曾代表美国国家队参加1920年夏季奥林匹克运动会冰球比赛，获得一枚银牌。

## 家庭
弟弟约瑟夫·麦考密克。